# 印度尼西亞最高法院
印度尼西亞最高法院是印度尼西亞的最高級別法院。若案件出現新證據或事實，亦可以審理再審。

## 獨立司法機構
依據《印度尼西亞憲法》第三修正案，最高法院為獨立機關，並負有監督全國各級法院業務之責。最高法院亦是針對高等法院判決上訴後的最終審理法院。而印尼的憲法判決事務則是由印度尼西亞憲法法院負責，不在最高法院的管轄之中。

## 權力
作為終審法院，最高法院對於以下事項具有原始管轄權：
- 下級法院所生之管轄權爭議
- 審查先前法院之裁判（英语：Review of court decision in Indonesia）
- 所有因印度尼西亚海军扣押船艦或貨物所生之爭議

### 司法行政
作為最高法院，其致力於確保下級法院的裁判的效率及專業性，同時亦需尊重審判者之獨立性。在此範圍內，其亦需負責監督律師、公證人。
除此之外，最高法院亦針對司法行政的任何方面進行監督，並有權針對程序法提供改進建議。
最高法院亦有權針對國會及總統頒布的法案、命令進行審查。

## 法官
根據印尼憲法，最高法院法官的候選人需要正直必且有好的品格並且需要有法學經驗。在實務中，也會要求其他條件。2011年由首席法官Harifin Tumpa發布的公告指出，最高法院法官候選人需要有至少20年的地方法院及3年的高等法院法官經歷。